# Germán Riesco
Germán Riesco Errázuriz (Rancagua, 28 de maio de 1854 – Santiago, 8 de dezembro de 1916) foi um advogado e político chileno. Ocupou o cargo de presidente de seu país entre 18 de setembro de 1901 e 18 de setembro de 1906.

## Carreira
Teve uma longa carreira no Poder Judiciário, obtendo seu primeiro cargo público em 1900, quando foi eleito senador. Um ano depois, foi candidato à presidência pela Aliança Liberal.

## Presidência
A primeira incursão de Germán Riesco na política foi quando foi eleito senador por Talca em 1900. Após a morte repentina do presidente Federico Errázuriz Echaurren e devido à proximidade das eleições presidenciais, foi proclamado candidato pela Aliança Liberal, em 8 de março de 1901. Essa aliança foi formada pelos radicais, os democratas, os balmacedistas e os liberais, embora Riesco Errázuriz fosse mais conservador.
Desde o início, sua candidatura foi fortemente contestada pelos grupos clericais-conservadores. Seu jornal El Porvenir liderou uma campanha acusando-o de ser uma "ameaça contra a religião". No entanto, foi eleito por imensa maioria de votos, graças, principalmente, ao fato de quase não ter exposição política, já que a maior parte de sua vida havia sido passada no Judiciário. Ele mesmo resumiu seu apelo dizendo que não era uma ameaça para ninguém. Assumiu em 18 de setembro de 1901.

### Políticas públicas
Como presidente, Riesco foi confrontado com divisões parlamentares paralisantes. Ele foi forçado a nomear nada menos que 17 governos diferentes, cada um durando em média apenas três meses e meio. Mesmo tendo sido eleito com o apoio da Aliança Liberal, ele foi abandonado por eles e teve que buscar o apoio da Coalizão Conservadora (seus antigos adversários). No final, ele teve que alternar entre os dois grupos para completar seu mandato. O resultado foi que, como não tinha maioria própria no Congresso, foi obrigado a nomear ministros interinos, sem eficácia ou permanência.
Como ex-membro do Judiciário, seus principais esforços foram canalizados para reformas legais. Conseguiu estabelecer um novo Código de Processo Civil (1902), que vigora até hoje, e um Código de Processo Penal (1906), que durou quase 100 anos. Em 1905 iniciou a construção do novo prédio para a Suprema Corte, que foi concluído em 1911. Concluiu várias obras públicas importantes, como os esgotos da cidade de Santiago e a nova rede de bondes elétricos. Ampliou muito o ensino médio, especialmente para as mulheres, e dobrou o número de Escolas Normais para a preparação de novos professores.
Devido ao aumento da inflação, ele foi forçado a recusar um retorno à conversão metálica e a autorizar uma nova emissão de papel-moeda. Essa medida causou uma queda drástica na taxa de câmbio e inflação mais alta, o que, por sua vez, deu lugar a uma maior agitação social.

### Situação internacional
No cenário internacional, no final de 1901, Chile e Argentina estavam à beira da guerra, devido a disputas fronteiriças. Havia uma corrida armamentista naval em curso, e ambos os países chamaram seus soldados de reserva. No entanto, a diplomacia prevaleceu, e ambos os países assinaram os Tratados de Maio em 28 de maio de 1902, seguidos de arbitragem na Patagônia, em 20 de novembro do mesmo ano. Esses tratados foram complementados pela união das linhas telegráficas dos dois países, com comunalidade de tarifas.
Ele assinou um tratado de paz final com a Bolívia em 20 de outubro de 1904, pondo um fim oficial à Guerra do Pacífico. Ele também restabeleceu relações diplomáticas com o Peru em 1906, a fim de avançar na solução da controvérsia de Tacna e Arica; e deu o primeiro impulso para estabelecer uma reivindicação para a Antártida, emitindo uma lei regulamentando a caça de focas lá.

## Agitação social
Durante seu governo, a chamada "questão social" tornou-se subitamente crítica. Entre 1903 e 1905, houve muitas greves em diferentes áreas: mineiros, carregadores de navios e ferroviários no norte do país; pintores de casas, curtidores, trabalhadores dos correios, policiais, coletores de lixo e motoristas de ônibus em Santiago; mineiros de carvão em La Calera, Lebu, Lota e Coronel, carregadores de navios em Valparaíso; a maioria terminou em mortes e ferimentos dos manifestantes.

### Distúrbios da carne
Em 22 de outubro de 1905, alguns dos mais pobres de Santiago organizaram uma marcha para protestar contra o alto preço da carne. O preço da carne foi mantido artificialmente alto pelo governo, por meio da combinação de uma tarifa especial aplicada às importações de gado da Argentina, a fim de proteger os produtores nacionais, e a alta inflação. Esses fatores colocam o preço do produto acima dos meios financeiros de uma alta porcentagem da população. Quando a marcha chegou pacificamente a La Moneda e pediu uma audiência com o presidente Riesco, já havia chegado a cerca de 25 a 30 mil pessoas.
O povo começou a ficar impaciente quando o presidente não apareceu e, quando a polícia tentou dissolvê-los, revidou e tentou invadir o palácio presidencial. A polícia respondeu atirando contra a multidão, e tumultos se seguiram. A violência durou quase uma semana, com tumultos e saques generalizados, no que foi chamado de Meat riots ou a semana vermelha. Entre 200 e 250 manifestantes foram mortos nesse período. Essa revolta enfatizava que os problemas sociais eram muito mais graves do que as autoridades acreditavam.

## Terremoto de Valparaíso
O terremoto havia sido anunciado dez dias antes pelo chefe do Gabinete Meteológico da Marinha. O dia 16 de agosto de 1906 começou como um dia muito claro, mas à tarde começou a garoar. Quando o sol estava se pondo, e quando a maioria das pessoas estava jantando, veio o primeiro choque. Durou cerca de 4 minutos.
Após o primeiro choque, as pessoas começaram a procurar sobreviventes. Após aproximadamente quinze minutos, o segundo choque atingiu o porto. Este foi mais curto, aproximadamente um minuto, mas muito mais forte do que o primeiro. Completou a destruição da cidade e causou a maioria das vítimas. A maior parte da cidade foi arrasada e alguns saques aconteceram. O governador decretou lei marcial e qualquer saque pego em flagrante era baleado imediatamente.

Com a interrupção total das comunicações, a cidade ficou isolada. As primeiras notícias chegaram a Santiago (localizada a apenas 120 quilômetros para o interior) na tarde do dia 17. Três dias depois, no dia 20, os ministros do Interior e da Guerra conseguiram chegar ao porto. O presidente Riesco e o recém-eleito Pedro Montt chegaram no dia 25. Eles tiveram que viajar de trem, a pé e a cavalo para chegar ao porto destruído.